# 梅布爾·馬勒貝
梅布爾·凱瑟琳·馬勒貝（Mabel Catherine Malherbe，1879年8月9日—1964年2月1日）是南非政治人物、婦女運動家。他是比勒陀利亞首位女市長，也是南非议会首位女議員。

## 生平
梅布爾·凱瑟琳·雷克斯是克尼斯纳的喬治·雷克斯的後裔，她的童年先後在川斯瓦共和國的普勒托利亞、鲁斯滕堡度过，後於開普殖民地的朗登博斯完成学业。第二次布尔战争爆發後，她加入了红十字会，並在工作時遇到了肯尼·尼古拉斯·德·科克·马勒贝 (Kenne Nicholaas De Kock Malherbe)，在1903年與他結婚。
在瑪麗·庫普曼斯-德韋特的協助下，她前往荷蘭接受三年的護士訓練。1904年返回普勒托利亞後，她開始從事慈善工作，並成為多個阿非利卡人婦女協會的重要成員，自1917年起擔任南非婦女聯合會的執行幹部。
作為南非國家婦女理事會的代表，他曾出席在瑞士日內瓦舉行的國際婦女會議。1919年，她創辦了「南非-荷蘭讀書聯盟」（Afrikaans-Hollandse Leesunie），並創辦了影響深遠的月刊《農婦》（Die Boerevrou），這是首本以南非荷蘭語出版的女性雜誌。
在女性尚未擁有投票權的時代，她便積極參與政治活動，並於1915年參與成立了在川斯瓦省的国民党婦女支部。在該組織中，她大力推動婦女選舉權。在當時的背景下，僅有南非白人女性於1931年獲得投票權。
她曾當選普勒托利亞市議會議員，任期六年，並於1931至1932年間成為普勒托利亞，乃至全南非首位女性市長。
1933年6月，她代表国民党當選川斯瓦省議會議員。在1934年代表旺德布姆選區當選南非议会議員，更成為首位當選南非國會的女性。她忠於詹姆斯·巴里·赫佐格，在國民黨與南非黨合併為統一黨時選擇加入該黨。在國會任職期間，她不僅為婦女權益發聲，也為處於困境中的弱勢群體爭取權益。
1939年，她與赫佐格及其他反對參戰的國會議員一同退出聯合黨。此後，她短暫重返由丹尼尔·马兰領導的國民黨，並最終與尼古拉斯·哈芬哈一同創立了忠於赫佐格的阿非利卡人党。
1953年，梅布爾·凱瑟琳獲比勒陀利亞大學授予榮譽文學博士學位。